# Iacopo Alvarotti
Iacopo Alvarotti (Padova, 1385 – Padova, 18 giugno 1453) è stato un giurista italiano.
Esponente della schiatta Speroni degli Alvarotti. Insegnante all'Università di Padova, divenne noto come commentatore dei Libri feudorum e dei Consilia (1477).

## Opere

### Manoscritti
- Consilia in materia feudali, ordinata cum tabula et superscriptionibus per famosissimum iuris doctorem Iohannem Baptistam de Sancto Blasio de Padua, iura civilia legentem in Studio Paduano, XV secolo, München, Bayerische Staatsbibliothek, Codices latini monacenses, Clm 28249,  ff. 1-6.
- Lectura feudorum, XV secolo, München, Bayerische Staatsbibliothek, Codices latini monacenses, Clm 17816.